# Train touristique de Guîtres à Marcenais
Le Train touristique de Guîtres à Marcenais (TTGM), est un chemin de fer touristique et historique géré par une association loi de 1901 nommée Association des amis du chemin de fer de la vallée de l'Isle (AACFVI). Le train circule du 1er mai au 31 octobre, au départ de la gare de Guîtres, dans le département français de la Gironde, sur une ligne à voie normale de 18 km.

## Situation ferroviaire

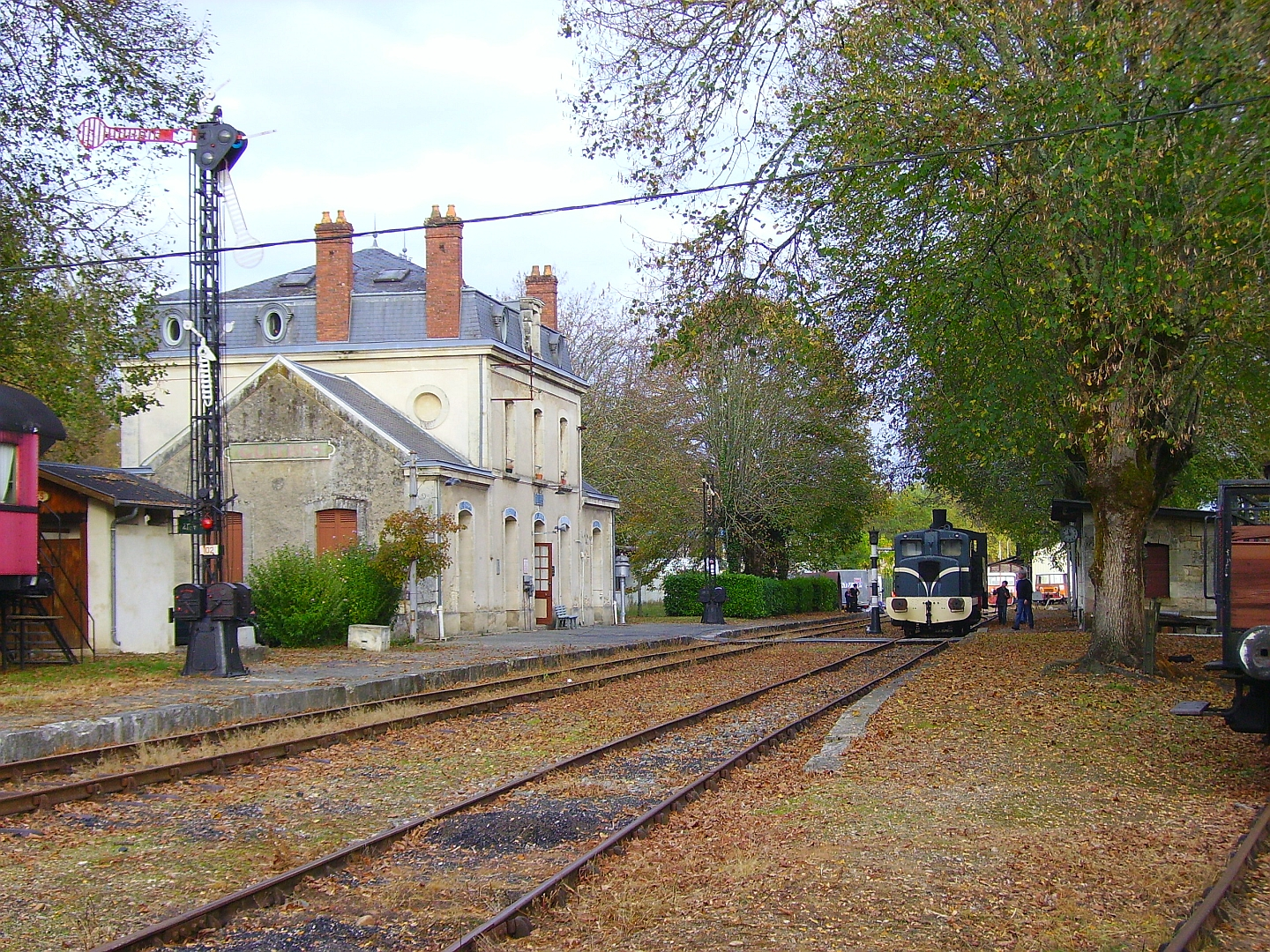
La gare de Guîtres.

Les trains circulent sur la section de Marcenais, point kilométrique (PK) 5,5, à Guîtres, PK 19,0, de l'ancienne ligne de Cavignac à Coutras, la gare de Guîtres est le point d'accueil et la gare de départ et d'arrivée des circulations qui font un aller-retour avec un arrêt au « Moulin de Charlot », située au passage à niveau « TTGM no 5 ».

## Histoire
Le train touristique emprunte la section de Marcenais à Guîtres de l'ancienne ligne de Cavignac à Coutras construite par la Compagnie des Charentes qui l'a mise en service en 1874. Reprise vers 1878 par l'Administration des chemins de fer de l'État, elle est fermée au trafic voyageurs en 1938 et définitivement en 1965. Elle a été déclassée par le décret du 18 février 1976. L'association a obtenu le droit d'exploitation de la section de Guîtres à Marcenais en 1972.

## Association gestionnaire
L'Association des Amis du Chemin de Fer de la Vallée de l'Isle - Nord Libournais, est une association loi de 1901, fondée en 1972, elle a créé et gère depuis le Train touristique de Guîtres à Marcenais (TTGM) et le musée ferroviaire situé en gare de Guîtres.

## Matériel roulant
Les trains circulent du 1er mai au 31 octobre les mercredis et dimanches, départ et retour à la gare de Guîtres. Une activité vélorail a été créée en 2019.

## La collection
Les listes suivantes ne sont pas exhaustives et devront être complétées ou actualisées au fil du temps (dernière actualisation en juin 2024) :

### Locomotives à vapeur
| Matricule    | Constructeur et date       | État actuel                                               | Origine et informations techniques | Photo |
| ------------ | -------------------------- | --------------------------------------------------------- | --- | ----- |
| 020T no 4210 | SACM, 1890                 | Hors service (exposée comme pot de fleur devant la gare). | - Origine : Manufactures de Glaces et Produits Chimiques de Saint-Gobain (à Montluçon) et numérotée no 1. - 00,00 m, 00 t (00,0 t en ordre de marche), vitesse maximum : 00 km/h. - Timbre chaudière : 00 kg/cm². - Capacité de la soute à charbon : 00 t. - Capacité de la soute à eau : 0 000 L (0 m3). - Distribution : Stephenson à tiroirs plans.                                                                     |       |
| 020T no 3107 | Ateliers de la Meuse, 1924 | Opérationnelle                                            | - Origine : Société des Couleurs Zinciques (à Bouchain), immatriculée no 3. - 10 m, 26 t (00,0 t en ordre de marche), vitesse maximum : 30 km/h. - Timbre chaudière : 12 kg/cm². - Capacité de la soute à charbon : 400 kg. - Capacité de la soute à eau : 3 500 L (3,5 m3). - Distribution : Walschaerts à tiroirs plans. - Classé MH (1990).                                                                             |       |
| 030T no 501  | Fives-Lille, 1949          | Hors service (en attente d'une restauration complète).    | - Origine : Société Hardy-Capitaine à Braux (Ardennes), puis transférée à la Sucrerie d’Attin et numérotée no 501 (numéro utilisé le plus souvent pour la désigner). - 12 m, 45 t (00,0 t en ordre de marche), vitesse maximum : 50 km/h (400 ch). - Timbre chaudière : 12 kg/cm². - Capacité de la soute à charbon : 600 kg. - Capacité de la soute à eau : 6 000 L (6 m3). - Distribution : Walschaerts à tiroirs plans. |       |

### Engins diesel
- Autorail M 104 De Dion Bouton de 1939  Classé MH (1997)[4] ;
- Autorail M7 De Dion Bouton de 1935, à restaurer  Classé MH (1997)[5] ;
- Draisine 2P-661 ex-SNCF, à restaurer ;
- Draisine 4M-092 ex-SNCF ;
- Draisine 5M-046 ex-SNCF (utilisée pour le désherbage) ;
- Locomotive General Electric 75 ton Drop Cab des chemins de fer économiques de la Gironde BB 4033 de 1944  Inscrit MH (2004)[6] ;
- Locotracteur 20TDE Gaston Moyse ;
- locotracteur Locofox, Constructions Mécaniques Schiltigheim-Strasbourg S.A. (COMESSA), Ex-tri postal de Bordeaux, à restaurer ;
- locotracteur Y 7294, Decauville de 1962, provenant du chemin de fer de la Vendée, arrivé en avril 2023.

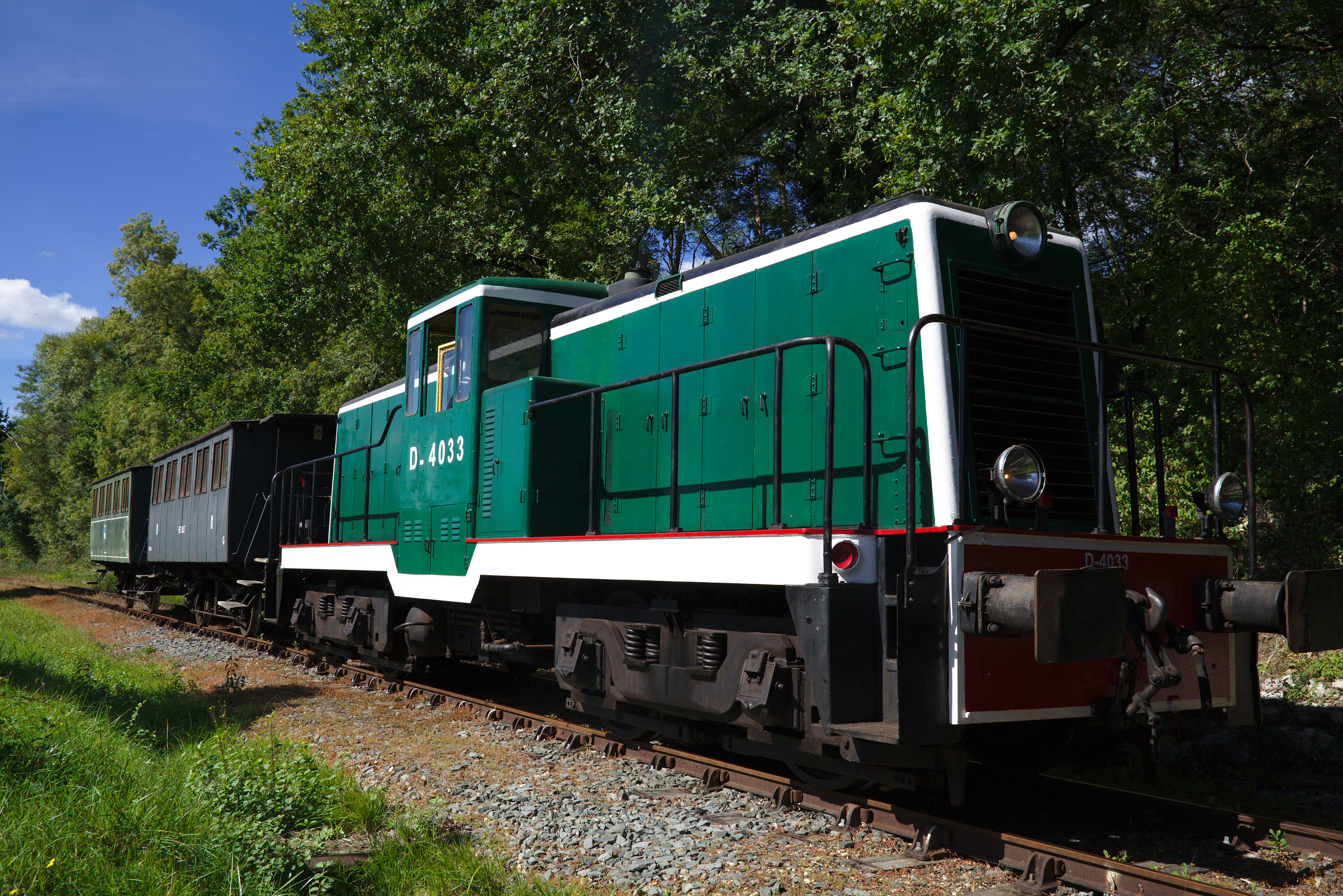
BB GE D-4033
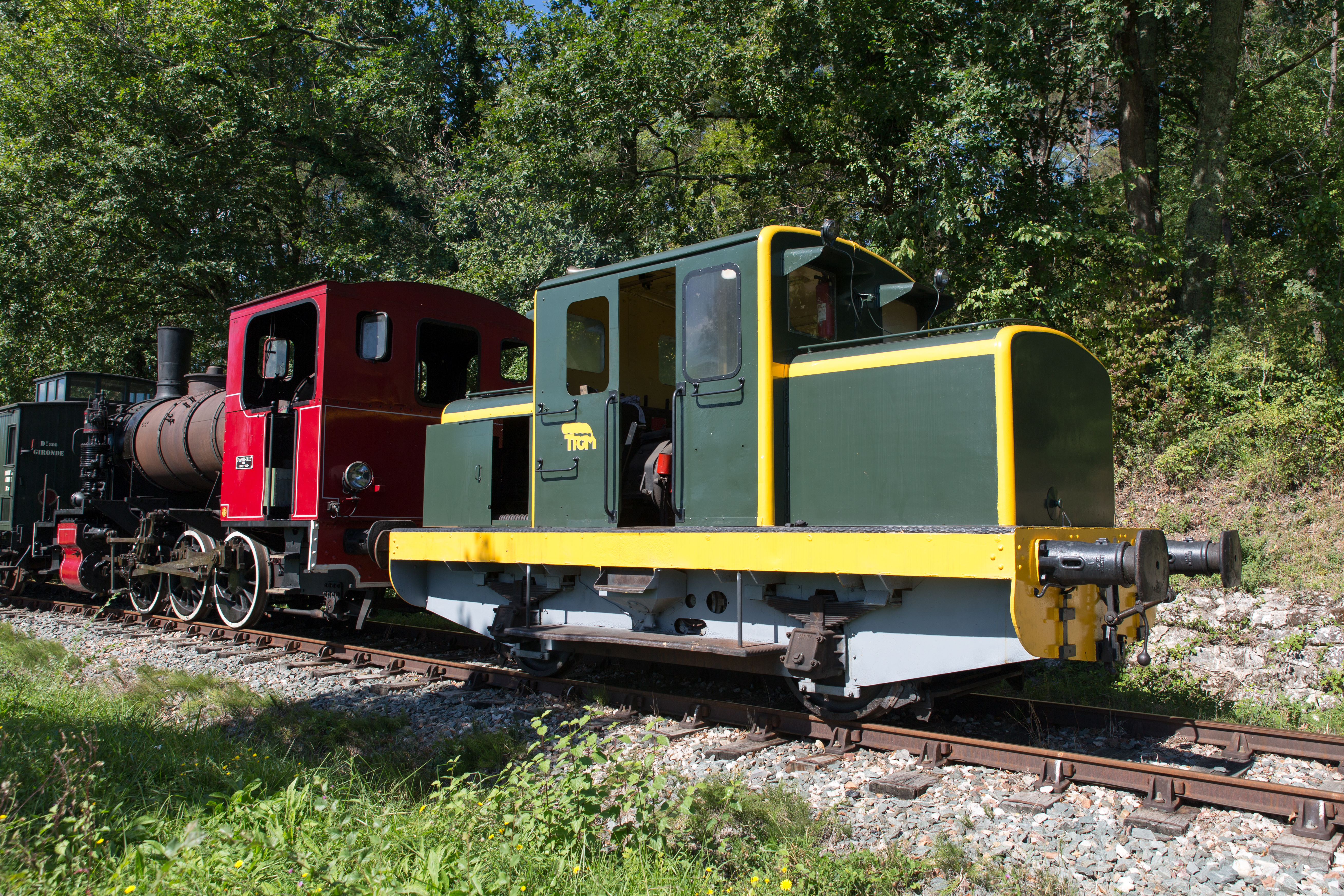
Locotracteur Moyse
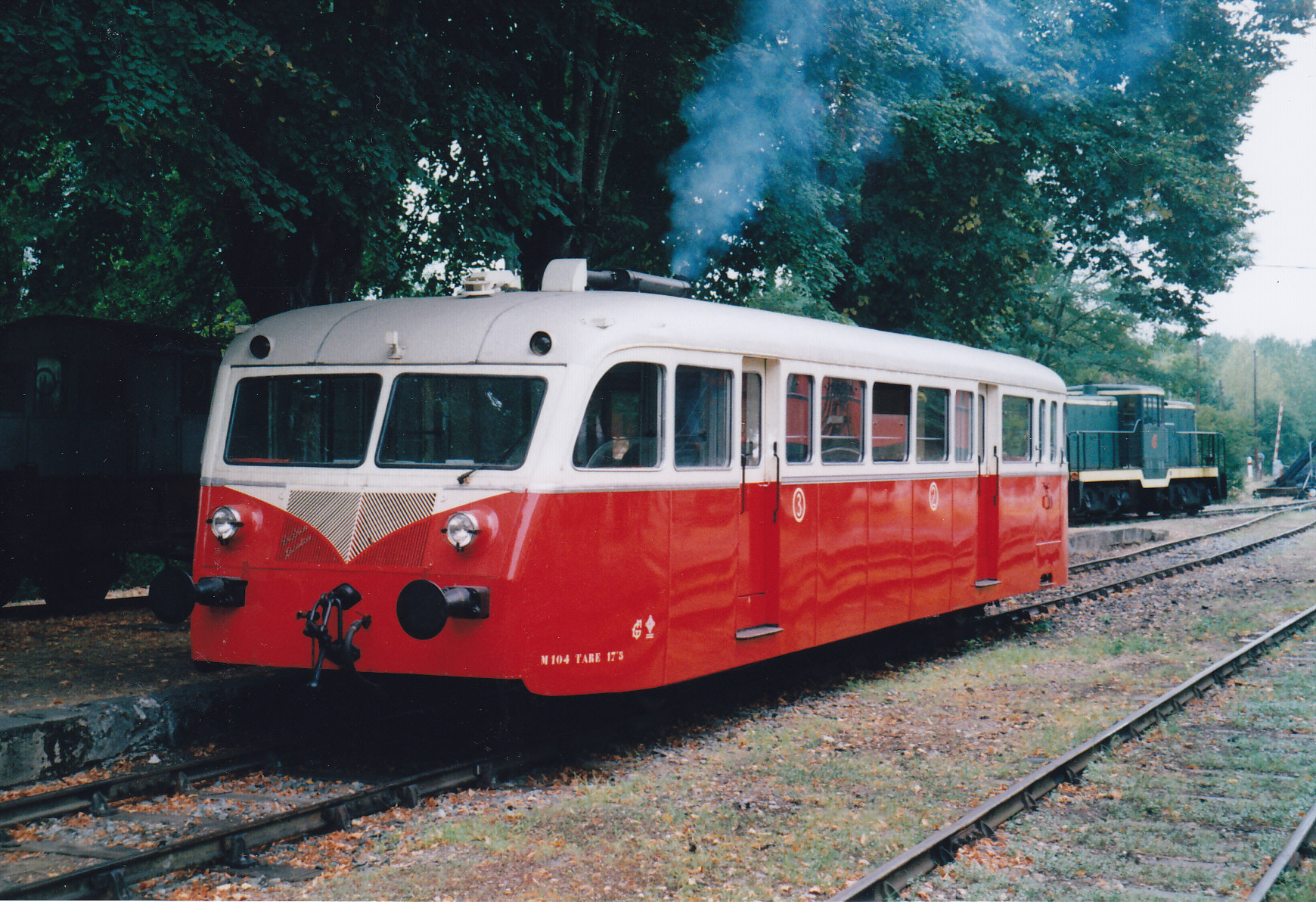
Autorail De Dion M 104
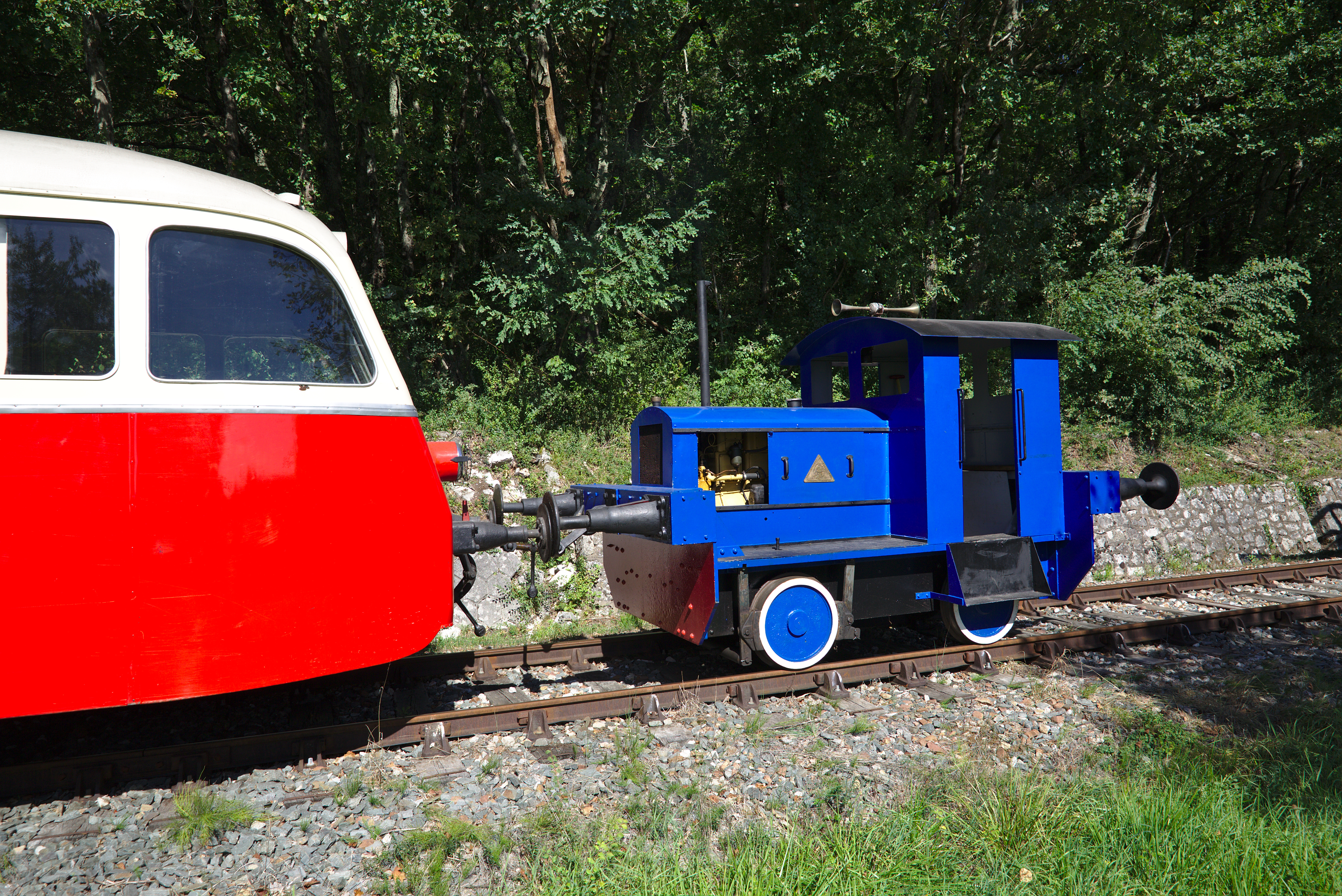
Locotracteur Locofox

### Voitures à voyageurs
- 1 fourgon DF 808 Desouches David & Cie de 1883 (ex-train touristique de Marquèze)  Classé MH (1990)[7] ;
- 1 voiture voyageurs Palavas Bf no 101 Cie Centrale de Construction Haine St-Pierre de 1909  Classé MH (1990)[8] ;
- 1 voiture voyageurs Palavas Bf no 106 Cie Française de Matériel de Chemin de fer de 1909  Classé MH (1990)[9] ;
- 1 voiture voyageurs Palavas Bf no 115 Cie Française de Matériel de Chemin de fer de 1909  Classé MH (1990)[9] ;
- 1 voiture voyageurs Palavas Cfx no 222 Cie Centrale de Construction Haine St-Pierre de 1909  Classé MH (1990)[10] ;
- 1 voiture voyageurs Palavas Cfx no 225 Cie Centrale de Construction Haine St-Pierre de 1911  Classé MH (1990)[10] ;
- 1 voiture mixte voyageurs et fourgon Tramway de Bordeaux à Camarsac Df4 Cie française de matériel de chemin de fer de 1898 (ex-train touristique de Marquèze)  Classé MH (1990)[11] ;
- 1 voiture à bogies Ty Nord, anciennement à portières latérales ;
- 1 baladeuse couverte ;
- 1 baladeuse découverte.

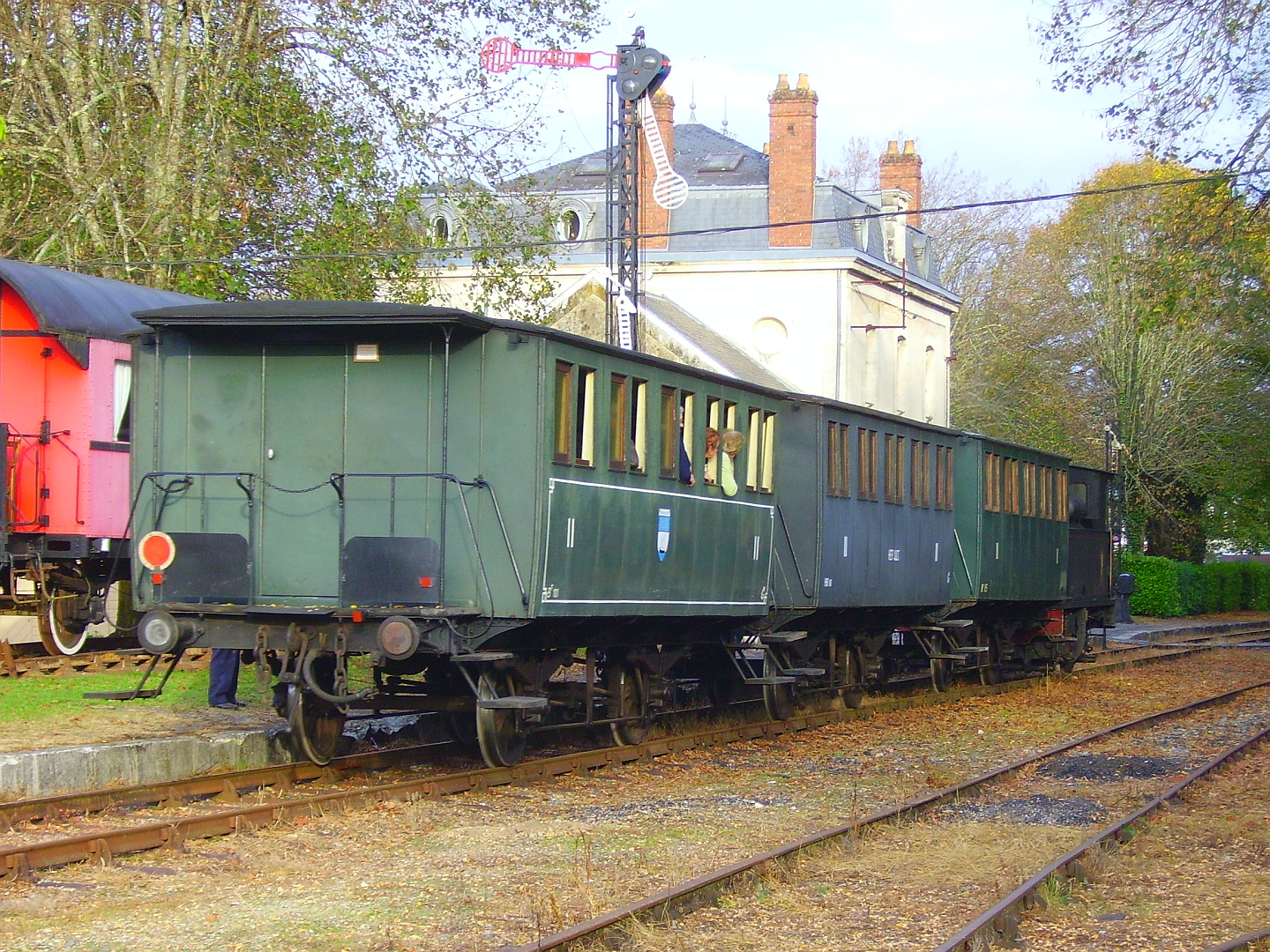
Les voitures Palavas Bf n° 101 - 106 et 115.
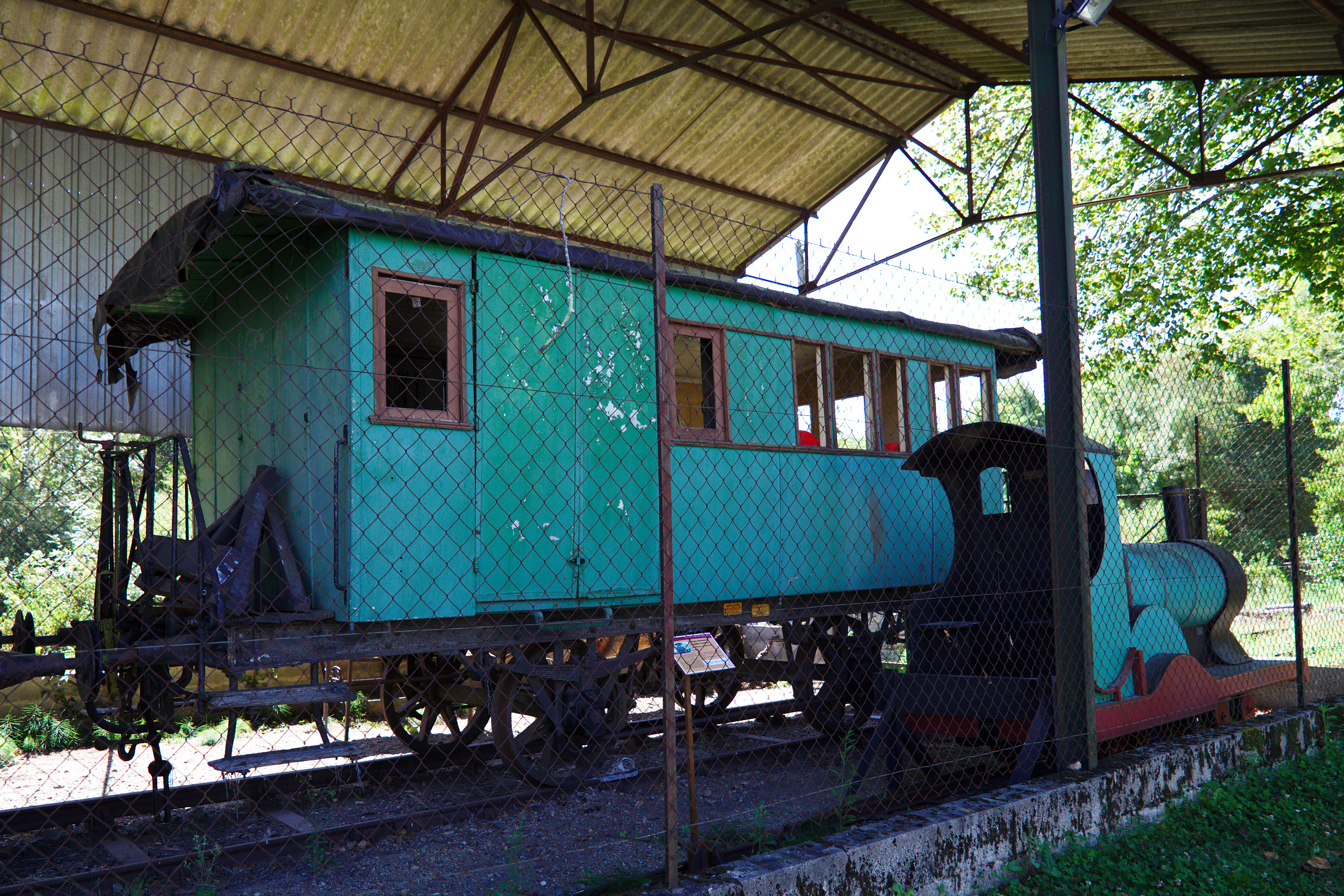
Fourgon Df4 Bordeaux - Camarsac
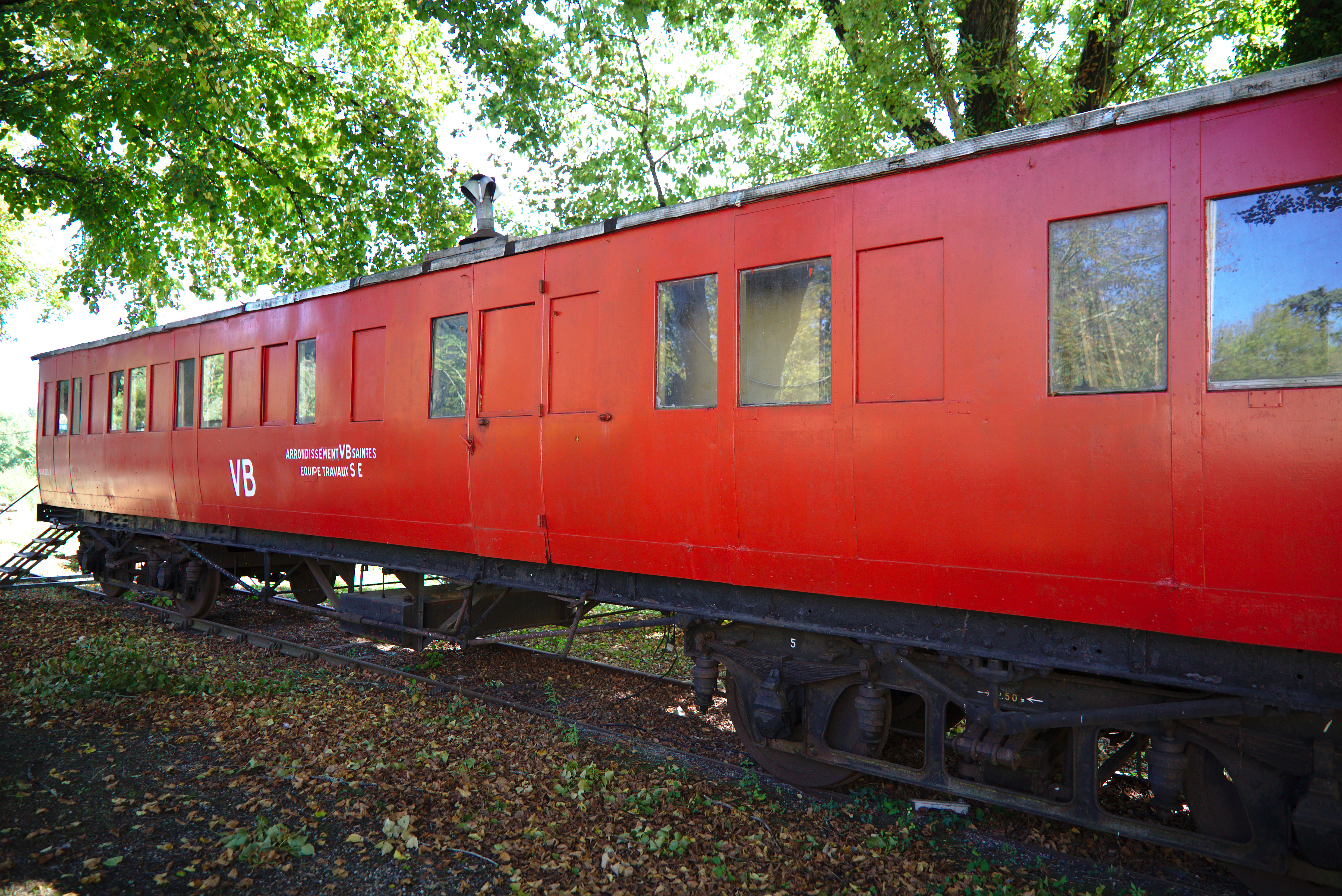
Ancienne Ty Nord devenue voiture de travaux
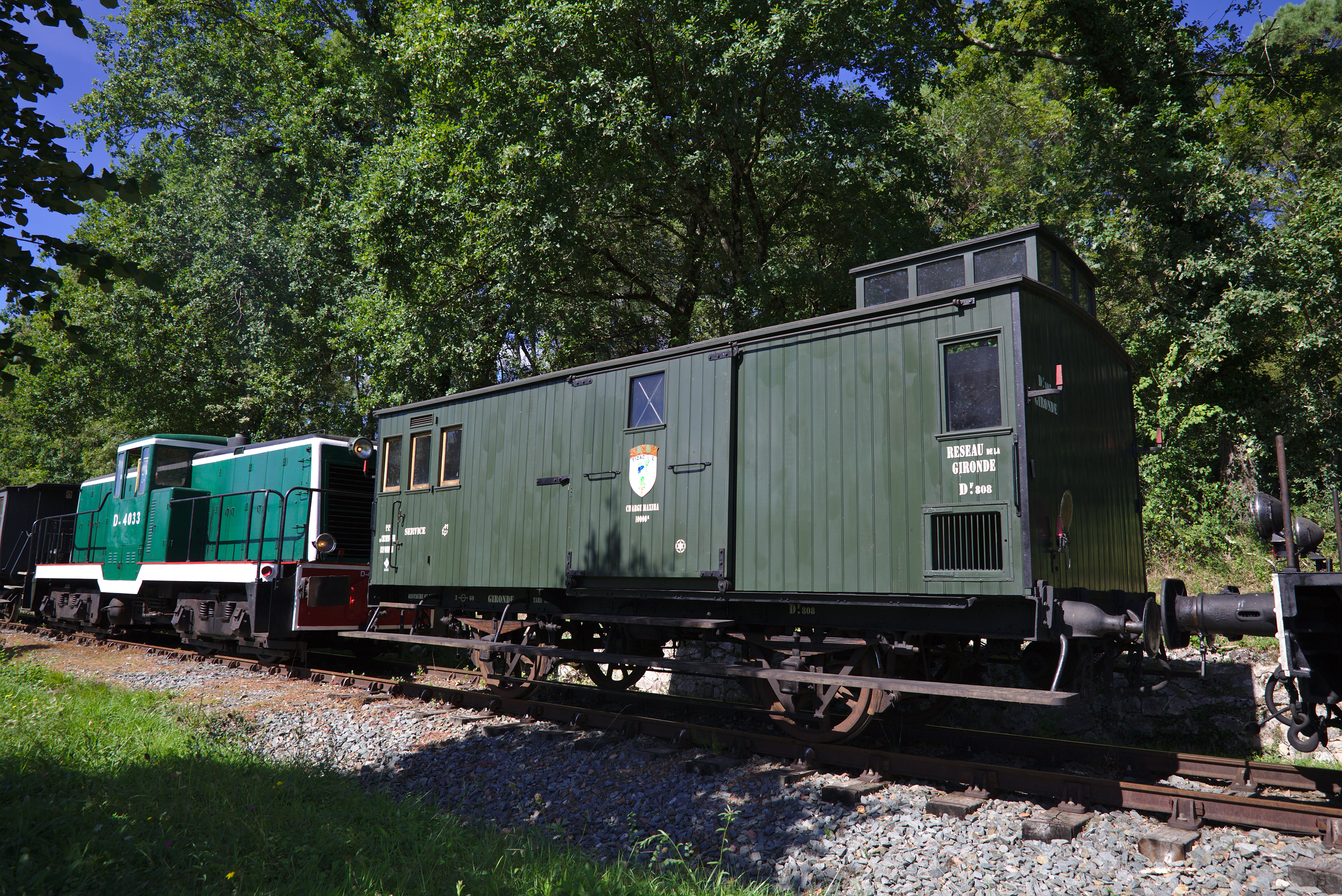
Fourgon DF 808

### Wagons de marchandises
- 1 wagon couvert ex-PLM à 3 essieux de 1921 ;
- 1 wagon couvert K 1521 ex-Chemins de Fer Economiques de Gironde de 1898 (ex-train touristique de Marquèze)  Classé MH (1990)[12] ;
- 1 wagon pompier ;
- 1 grue des chemins de fer Économiques ;
- 1 tricycle ferroviaire d'inspection des voies (ex-train touristique de Marquèze)  Classé MH (1990)[13].

## Gares & arrêts
- Gare de Guîtres, est construite, vers 1875, par la Compagnie des Charentes, elle a été gare de la SNCF avant d'être rachetée par la commune et confiée à l'Association des Amis du Chemin de Fer de la Vallée de l'Isle, qui l'utilise comme gare de départ et de retour pour le Train Touristique et le Vélorail.
- Halte de Lapouyade pour le retournement des vélorails
- passage à niveau de Tizac-de-Lapouyade, ancienne gare de bifurcation.
- Halte du moulin de Charlot.

## Musée ferroviaire
En gare de Guîtres, l'association a installé un musée privé, le Musée du Chemin de fer de la Vallée de L'Isle Nord du Libournais. On y trouve des objets de l'ancienne ligne de chemin de fer présentés dans la gare et du matériel roulant ferroviaire, locomotives, wagons et draisines, datées de 1880 à 1950. 16 pièces sont classées monument historique.
Pendant plus de 30 ans, les visiteurs ont pu y admirer la locomotive à vapeur SNCF 241 P 9, et son Tender 34P 312, abritée sous un auvent et régulièrement graissée et repeinte. Cette machine est arrivée en gare de Guîtres après avoir été radiée du dépôt du Mans et fait par ses propres moyens le trajet jusqu'à Bordeaux en septembre 1974. Elle a quitté Guîtres, par la route, en octobre 2008 pour retrouver les rails en gare de Saint-Mariens - Saint-Yzan, pour ensuite être convoyée jusqu'à Bordeaux, puis en décembre 2008 jusqu'à Toulouse où l'AAATV Midi-Pyrénées a entrepris sa remise en état de marche.

Le déménagement de la 241 P 9 du Train Touristique Guîtres-Marcenais le 15 octobre 2008.
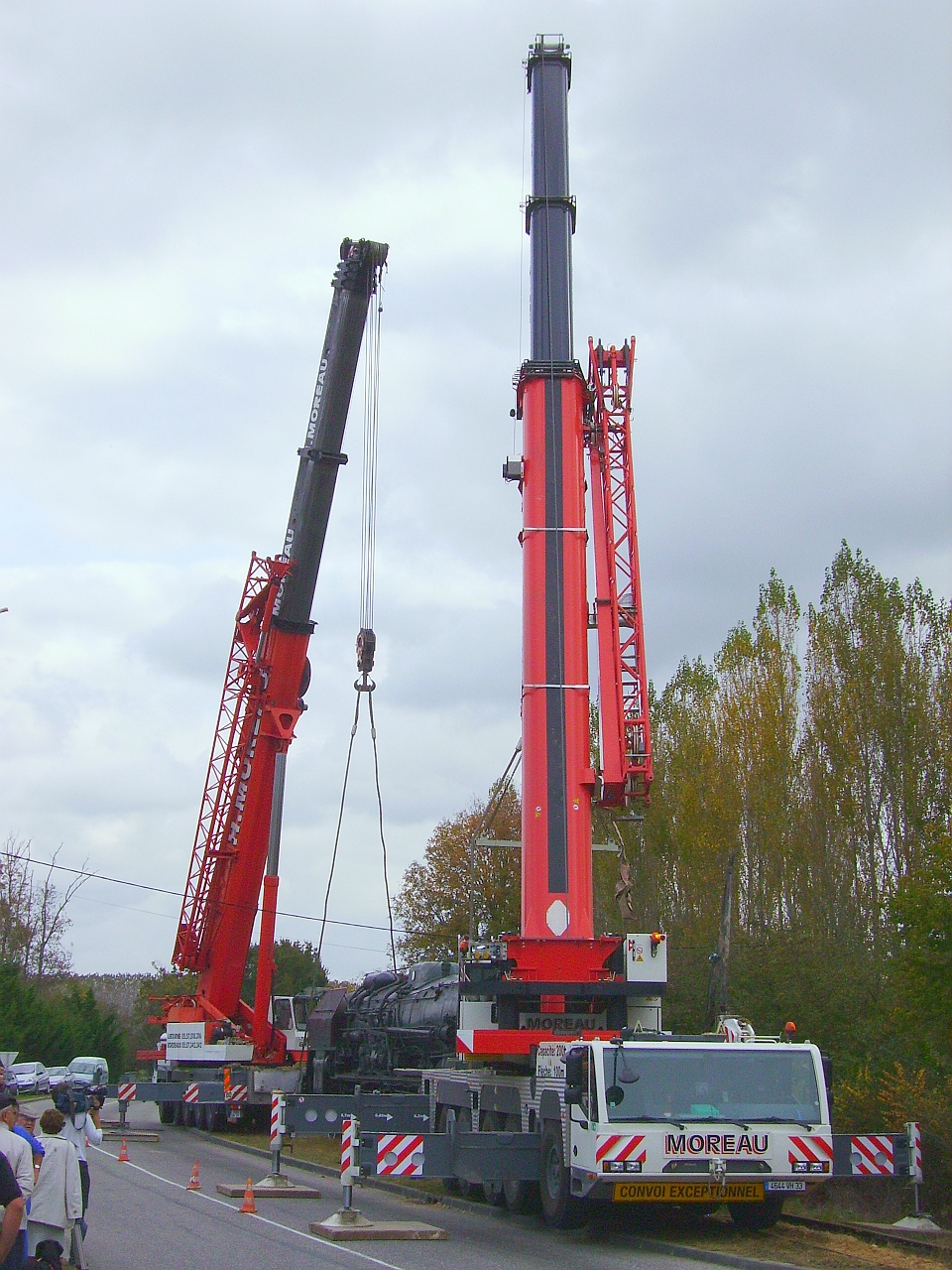
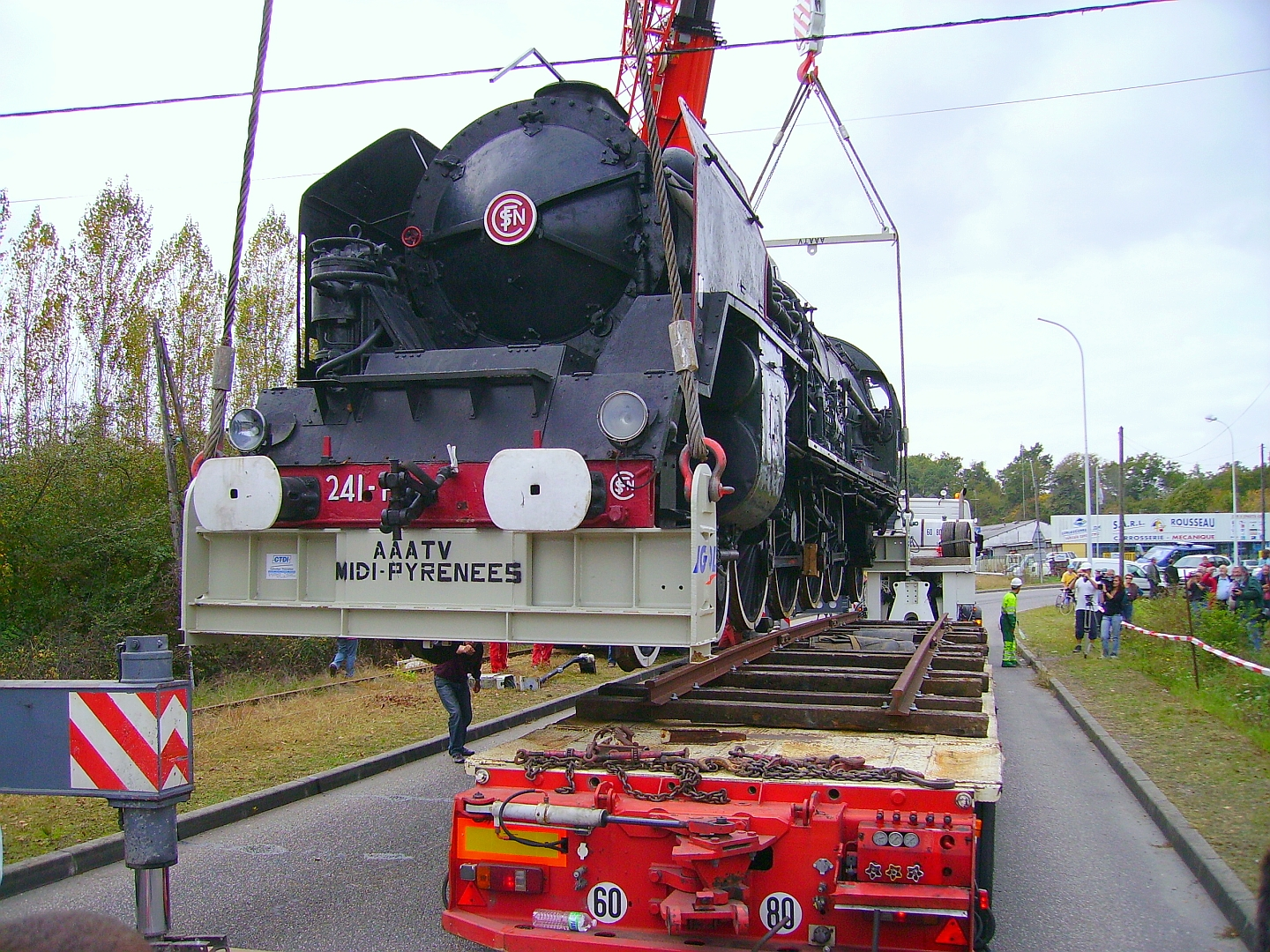
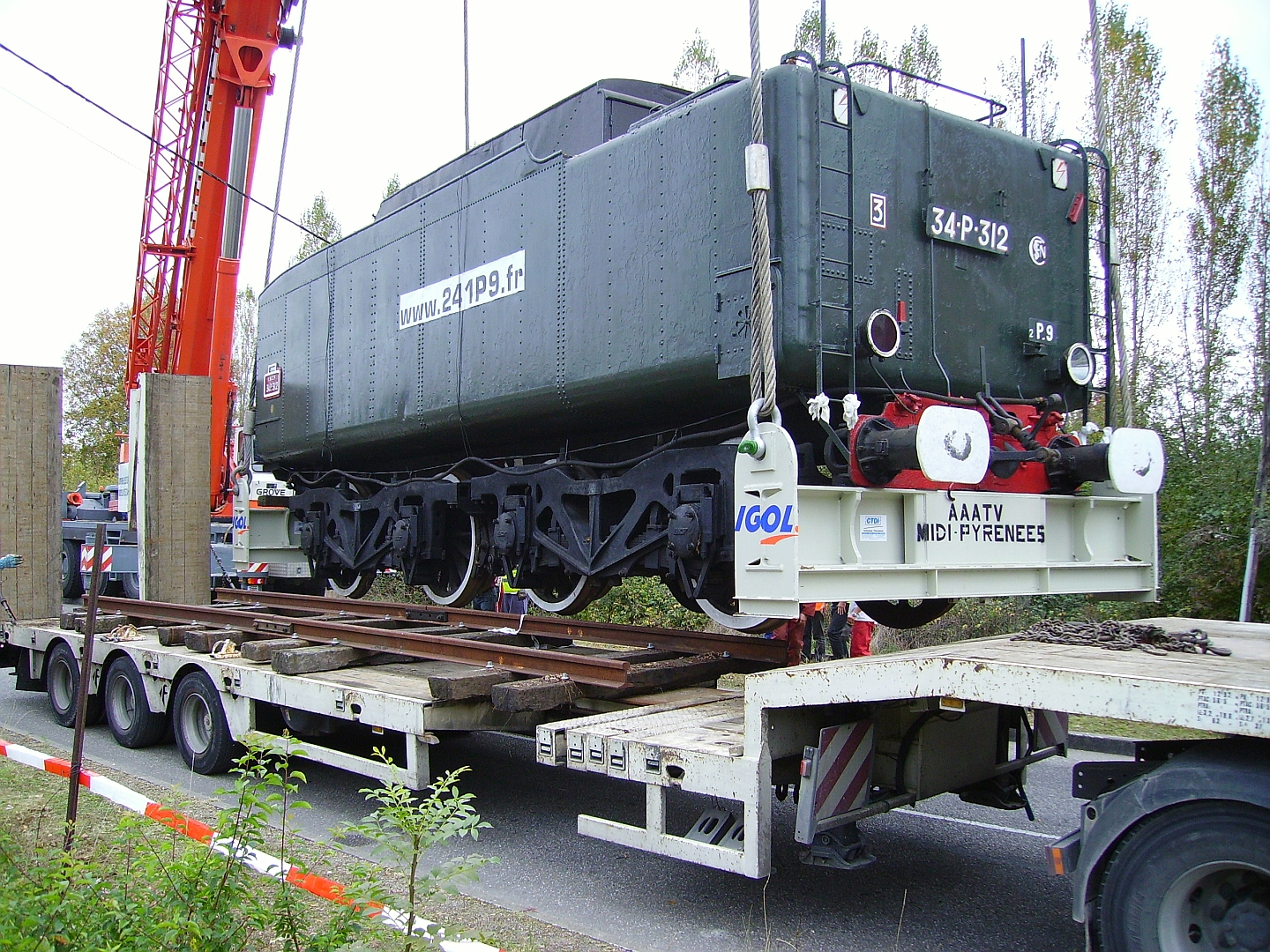
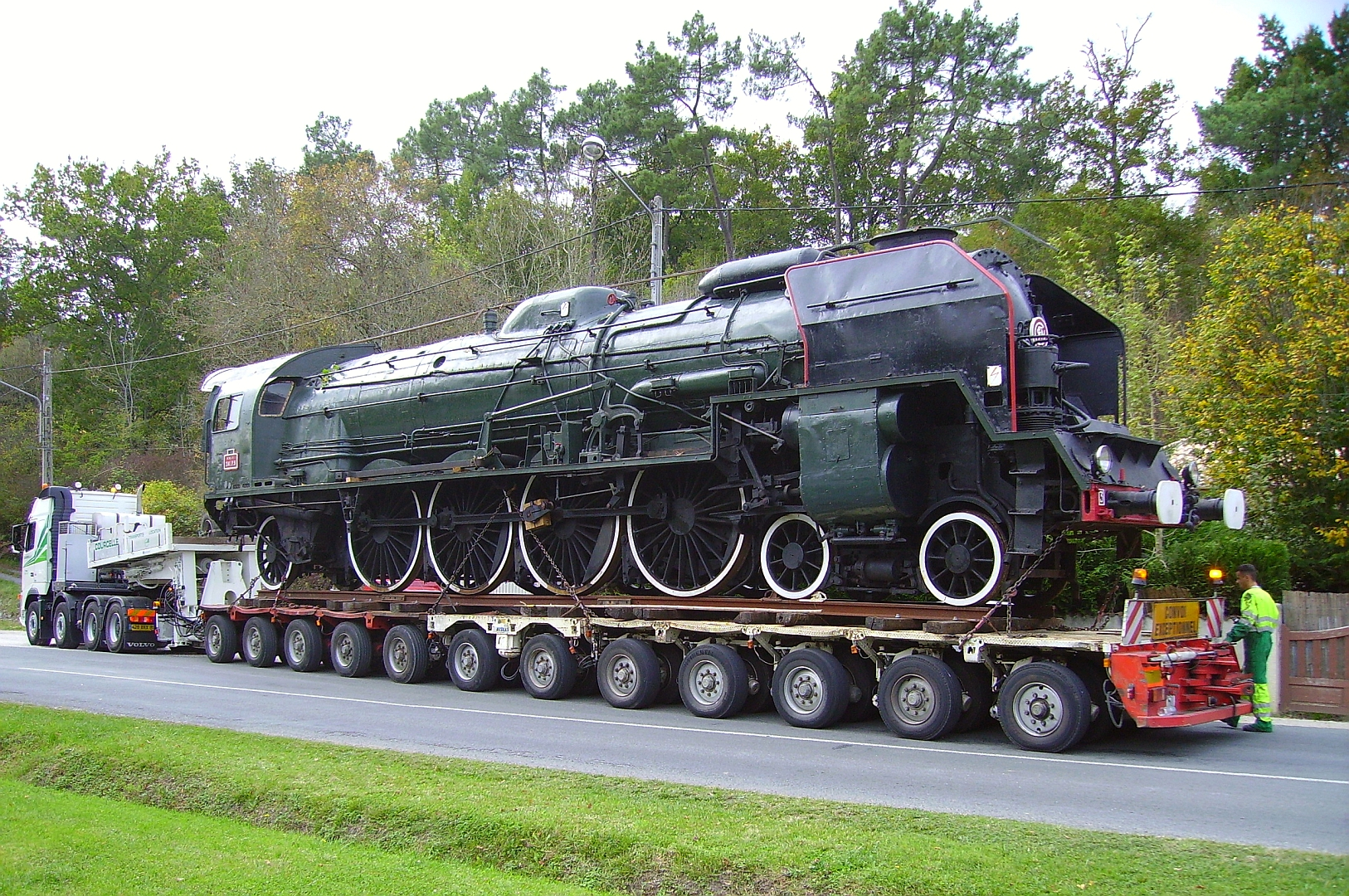